# وسوکیه (استان وارمی-ماسوری)
وسوکیه (به لاتین: Wysokie) یک روستا در لهستان است که در گمینا کالینووو واقع شده‌است.